# Вільна група (партія)
Вільна група (нім. Freie Fraktion, скорочено FF) — регіоналістська і консервативна політична партія в Південному Тіролі. Партія, являється частиною руху за незалежність Південного Тіролю, прагне представляти німецькомовну більшість і ладинськомовну меншість у провінції. FF черпає натхнення у «Вільних виборців Баварії», подібного руху, що діє в Німеччині.
Партія, діє переважно як парламентська група в ландтазі Південного Тіролю, була заснована в березні 2024 року Андреасом Лейтером Ребером, давнім членом «Вільних» (dF), який виступав проти підтримки партією уряду Арно Компатшера, очолюваного SVP.

## Лідери
- Андреас Лейтер Ребер (2024 — дотепер)